# 대훈위 서성대수장

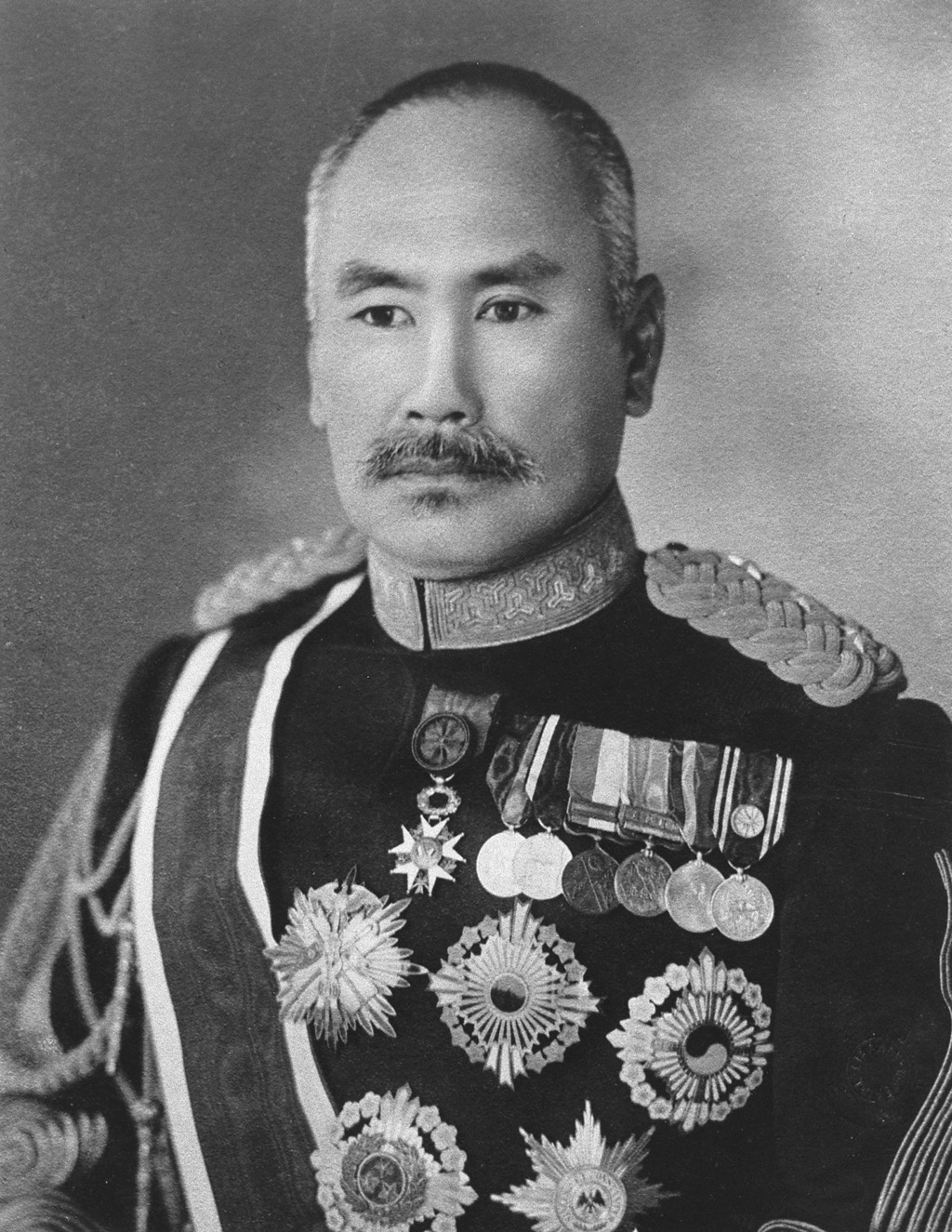
금척대수장(윗줄 왼쪽에서 세 번째)과 서성대수장(아랫줄 왼쪽에서 첫 번째)을 패용한 하세가와 요시미치

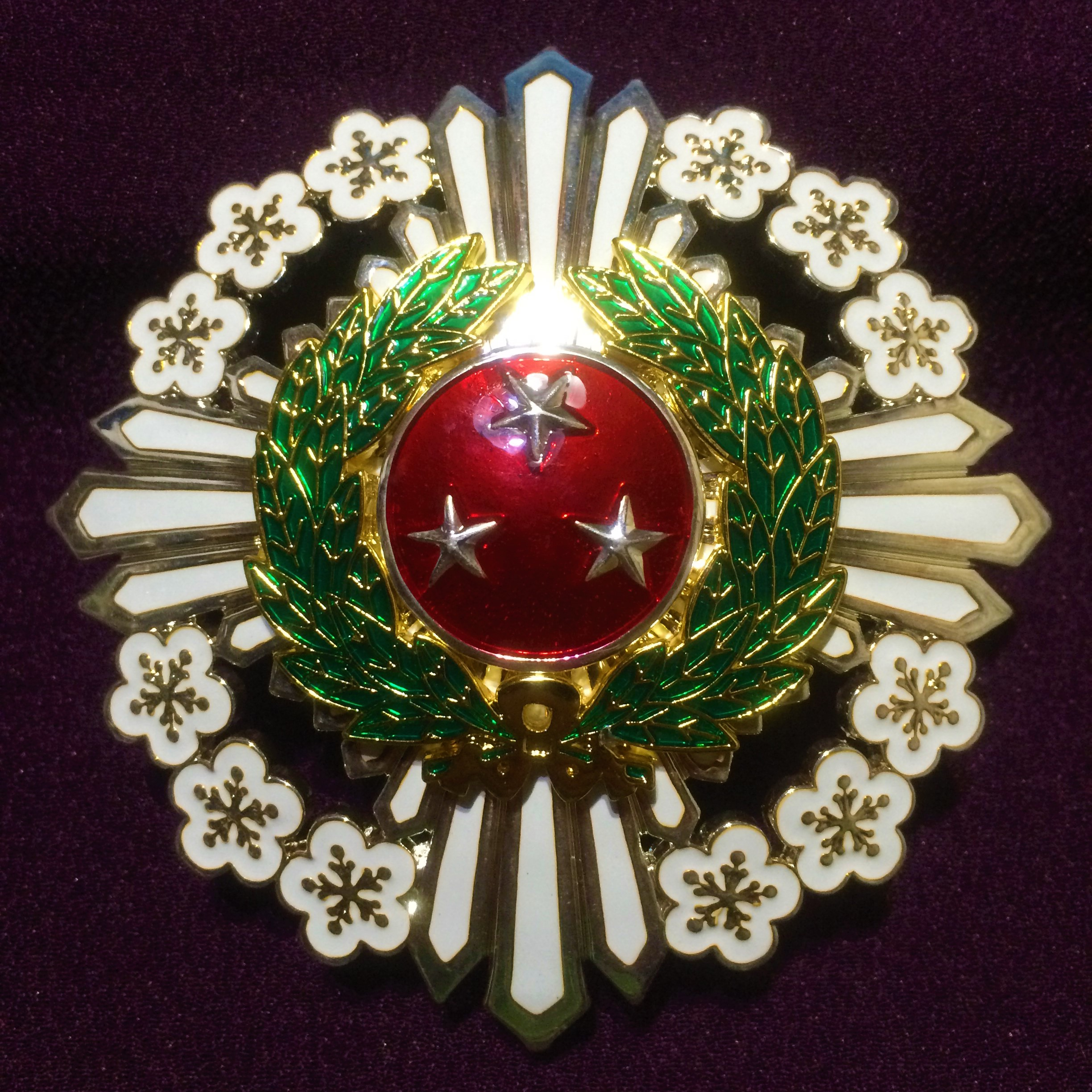
대훈위서성대수장 (부장)

대훈위 서성대수장(大勳位瑞星大綬章)은 대한제국의 훈장 가운데 최고 훈장인 대훈위 금척대수장 다음가는 훈장이다. 훈장은 1897년(광무 1년)에 제정되었으며, 명칭은 국초(國初)의 옛 사실에서 유래하였고, 정장과 부장으로 구성되었다.

## 역사
대훈위 서성대수장은 1897년(광무 1년) 4월 17일에 대한제국 칙령 제13호로 〈훈장 조례〉(勳章條例)가 반포될 때에는 제정되지 않았고, 1898년(광무 2년) 8월 12일에 추가로 제정된 훈장이다. 훈등은 대훈위(大勳位)이고 등급은 없으며 순위는 대훈위금척대수장과 대훈위이화대수장의 사이에 있다. 훈장의 명칭은 국초(國初)의 옛 사실에서 취한 것이다. 황족과 문무관 중에서 대훈위이화대수장을 받은 자가 특별한 훈공이 있을 때 황제의 특지(特旨)로 수여되었다.

## 형태
대훈위 서성대수장은 정장(正章)과 부장(副章)으로 구성된다. 정장의 장(章), 즉 문채의 재질은 은(銀)이며, 지름은 2치(寸) 5푼(分)이다. 백색 선을 두른 홍색의 중앙원에는 은백색의 별이 세 방향으로 배치되어 있다. 중앙원을 오얏나뭇잎이 원형으로 둘러싸고 있으며, 이어서 은백색의 광선을 십자형으로 배치하였고 그 사이 마다에는 백색의 오얏꽃(李花)을 세 송이씩 배열하였다. 정장의 꼭지와 고리의 재질은 금이며 백색의 오얏꽃을 다섯 장의 녹색 잎이 받치고 있는 형상으로 잎사귀 뒷면에는 전서체의 ‘서성대훈(瑞星大勳)’이 가로쓰기로 새겨져 있다. 부장의 문채의 모양과 재질은 정장과 같지만 지름이 3치이고, 뒷면에 은제 패침이 있고 전서체로 ‘서성대훈’이 음각되어 있다.
대훈위 서성대수장을 패용할 때는 담자질(淡紫質) 바탕에 쌍황선(雙黃線) 간도직(間道織)으로 이루어진 대수(大綬)를 오른쪽 어깨에서 왼쪽 옆구리에 두른 다음에 끝부위에서 교차하여 오얏꽃을 천으로 접어달고 그 밑에 정장을 달았으며, 부장은 왼쪽 가슴에 단다. 약수(略綬)는 대수와 재질이 같고 그 모양은 원형으로 중앙에는 황색의 별 3개를 세 방향으로 배치하고 외변선을 둘렀으며, 통상 예복 착용시에 왼쪽 옷깃 단추 구멍에 걸어서 패용한다.

## 수장자 명단
| 연도               | 일자      | 이름                | 직책·작위              | 국적      | 출처   |
| ------------------ | --------- | ------------------- | ---------------------- | --------- | ------ |
| 1907년 (광무 11년) | 1월 21일  | 이재각              | 의양군                 | 대한제국  | [ 4 ]  |
| 1907년 (광무 11년) | 1월 23일  | 다나카 미쓰아키     | 궁내대신, 자작         | 일본 제국 | [ 5 ]  |
| 1907년 (광무 11년) | 3월 12일  | 하세가와 요시미치   | 육군대장, 남작         | 일본 제국 | [ 6 ]  |
| 1907년 (광무 11년) | 6월 29일  | 데라우치 마사타케   | 육군대신               | 일본 제국 | [ 7 ]  |
| 1907년 (광무 11년) | 7월 27일  | 하야시 다다스       | 외무대신, 자작         | 일본 제국 | [ 8 ]  |
| 1907년 (융희 1년)  | 10월 30일 | 이재면              | 완흥군                 | 대한제국  | [ 9 ]  |
| 1907년 (융희 1년)  | 10월 30일 | 이재완              | 완순군                 | 대한제국  | [ 9 ]  |
| 1908년 (융희 2년)  | 1월 29일  | 도쿠다이지 사네쓰네 | 내대신 겸 시종장, 후작 | 일본 제국 | [ 10 ] |
| 1908년 (융희 2년)  | 3월 20일  | 민병석              | 시종원경               | 대한제국  | [ 11 ] |
| 1908년 (융희 2년)  | 5월 7일   | 윤택영              | 해풍부원군             | 대한제국  | [ 12 ] |
| 1908년 (융희 2년)  | 9월 23일  | 이준용              | 영선군                 | 대한제국  | [ 13 ] |
| 1909년 (융희 3년)  | 9월 6일   | 소네 아라스케       | 통감, 자작             | 일본 제국 | [ 14 ] |
| 1910년 (융희 4년)  | 4월 2일   | 이와쿠라 도모사다   | 궁내대신, 공작         | 일본 제국 | [ 15 ] |

## 같이 보기
- 대한제국
- 대한제국의 훈장

## 참고 문헌
- 《고종실록》
- 《순종실록》
- 이강칠 (1999), 《대한제국시대 훈장제도》, 백산출판사. ISBN 9788977392595